# Heráklion
Heráklion či Heraklion, také Irákleio (řecky  Ηράκλειο) je přístav a hlavní město řeckého ostrova Kréty. Nachází se na severním pobřeží ostrova a v roce 2011 zde žilo 173 450 obyvatel.

## Historie
Nejstarší dějiny města spadají do mínojské doby. Podle archeologických nálezů bylo sídlo založeno již před rokem 2000 př. n. l. a v dobách mínojské kultury fungovalo především jako přístav pro významné palácové město Knóssos. Okolo roku 1100 před naším letopočtem osídlují Krétu řecké kmeny a dávají městu nynější název.
Po nájezdu Arabů se město proměnilo na nejvýznamnější tržiště s otroky v oblasti Středozemního moře a získalo jméno Kandak (v arabštině „příkop“, tedy podle hlubokého příkopu vybudovaného kolem celého města). Po příjezdu Benátčanů se název města opět změnil, a to na Candia a byla zde vystavěna pevnost, která původně měla chránit vstup do přístavu před Turky, a obrovský přístav. Obrovská pevnost Rocca al Mare dnes patří mezi důležité symboly hlavního města Heráklion.
Heráklion získal zpátky svůj název ke konci turecké okupace kolem roku 1898. Kréta i město samotné se staly součástí řeckého království v roce 1913.
Od roku 1972 je hlavním městem ostrova, do té doby to byla Chania.

## Historické památky
- pevnost Rocca al Mare (dnes známá také jako Koules) – stojí u heráklionského přístavu
- Arzenál, pozůstatky přístavních zařízení
- náměstí Plateia Venizelou s Morosiniho fontánou
- kostel Ágios Márkos
- Loggia, dnes radnice
- kostel Ágios Títos
- Bembova kašna
- Archeologické muzeum Heraklion
- hradby města z benátské doby
- archeologické naleziště Knóssos – nachází se nedaleko hlavního města Heráklion

## Doprava v Herákliu
Město je plné nejen aut, ale hojná je zde i autobusová doprava. Pro rozvoj města a turisty je však důležitější doprava letecká. Nedaleko města se nachází největší letiště na ostrově Kréta Mezinárodní letiště Nikose Kazantzakise Heráklion, které je s okolními městy a také centrem Heráklia spojeno autobusovými linkami.
Heráklion je mimo jiné hlavním přístavištěm ostrova Kréta, a proto velká část dopravy probíhá také po moři.

## Sport
Ve městě sídlí fotbalové kluby OFI Kréta a PAE Ergotelis.

## Osobnosti
- Francesco Barozzi (1537–1604), italský matematik, překladatel a humanista
- Josef ben Šlomo Delmedigo (1591–1655), pražský rabín a renesanční osobnost
- Konstantinos Volanakis (1837–1907), malíř
- Nikos Kazantzakis (1883–1957), spisovatel, básník, dramatik a myslitel
- Odysseas Elytis (1911–1996), básník, nositel Nobelovy ceny
- Gianna Angelopoulos-Daskalaki (* 1955), podnikatelka, politička a předsedkyně organizačního výboru LOH 2004 v Athénách
- Notis Sfakianakis (* 1959), zpěvák

## Partnerská města
- Constanța, Rumunsko
- Pernik, Bulharsko

## Fotogalerie

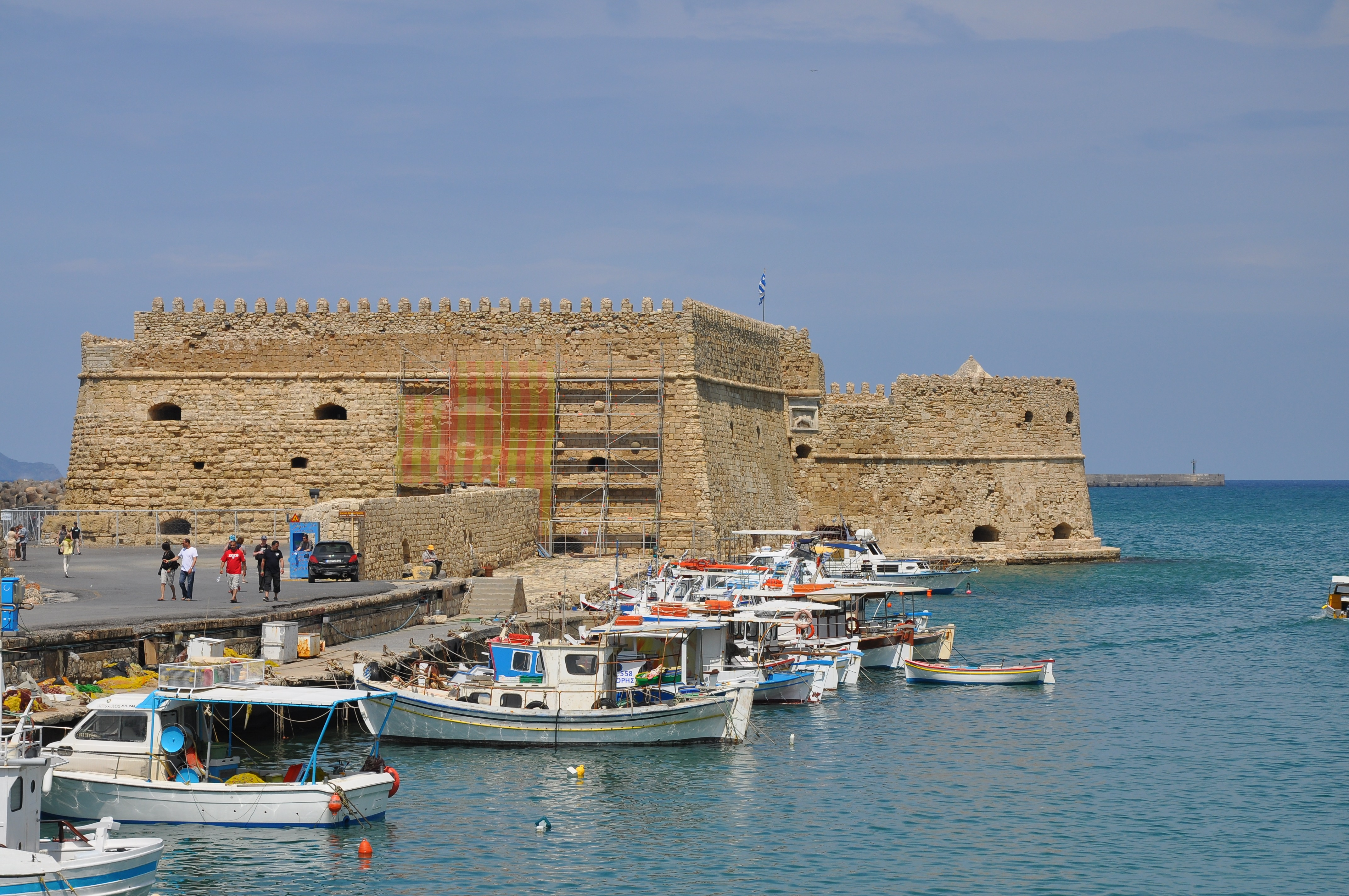
přístavní pevnost Koúles
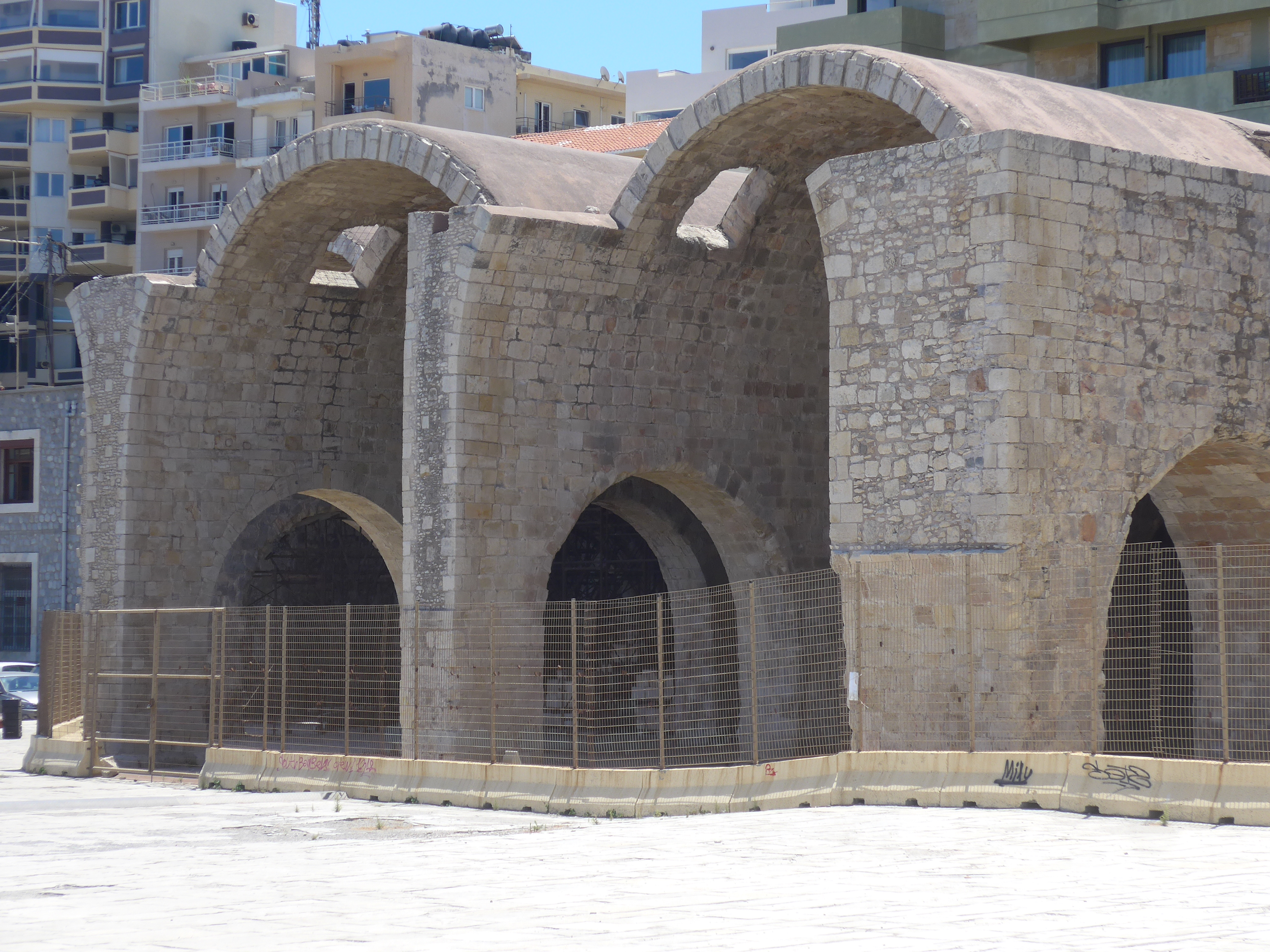
Arzenál, pozůstatky přístavních zařízení z benátské doby
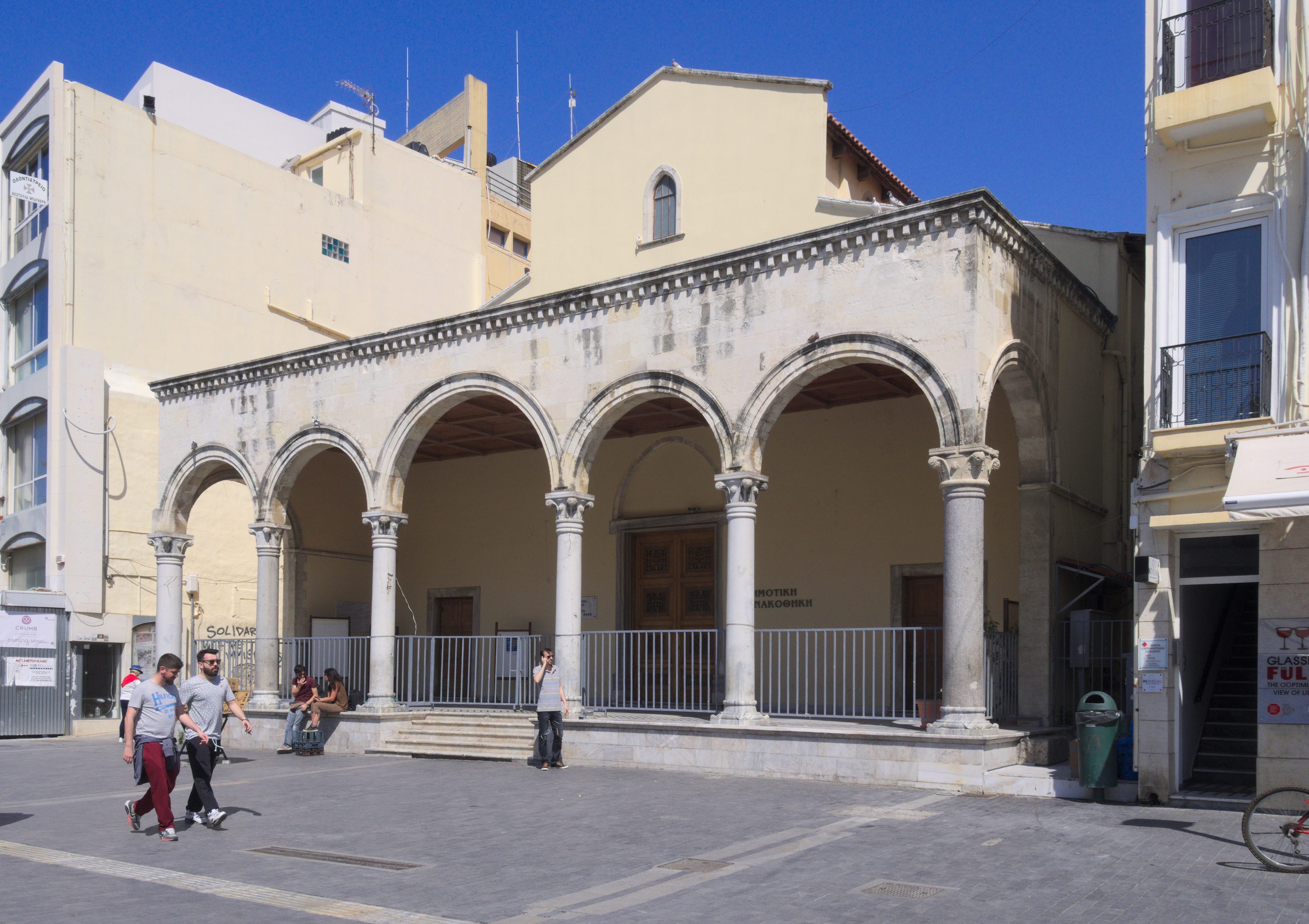
Kostel Ágios Márkos
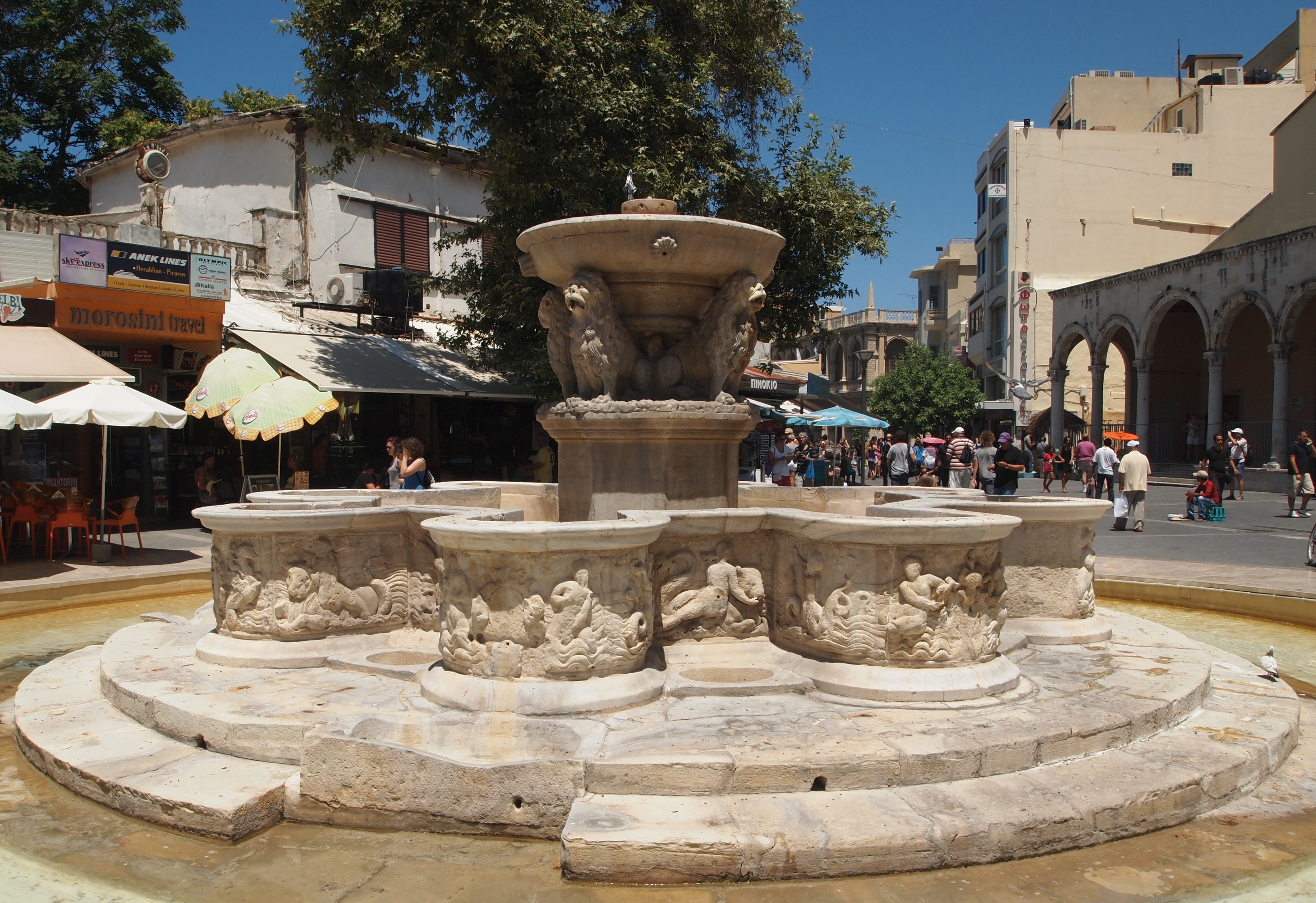
Morosiho fontána
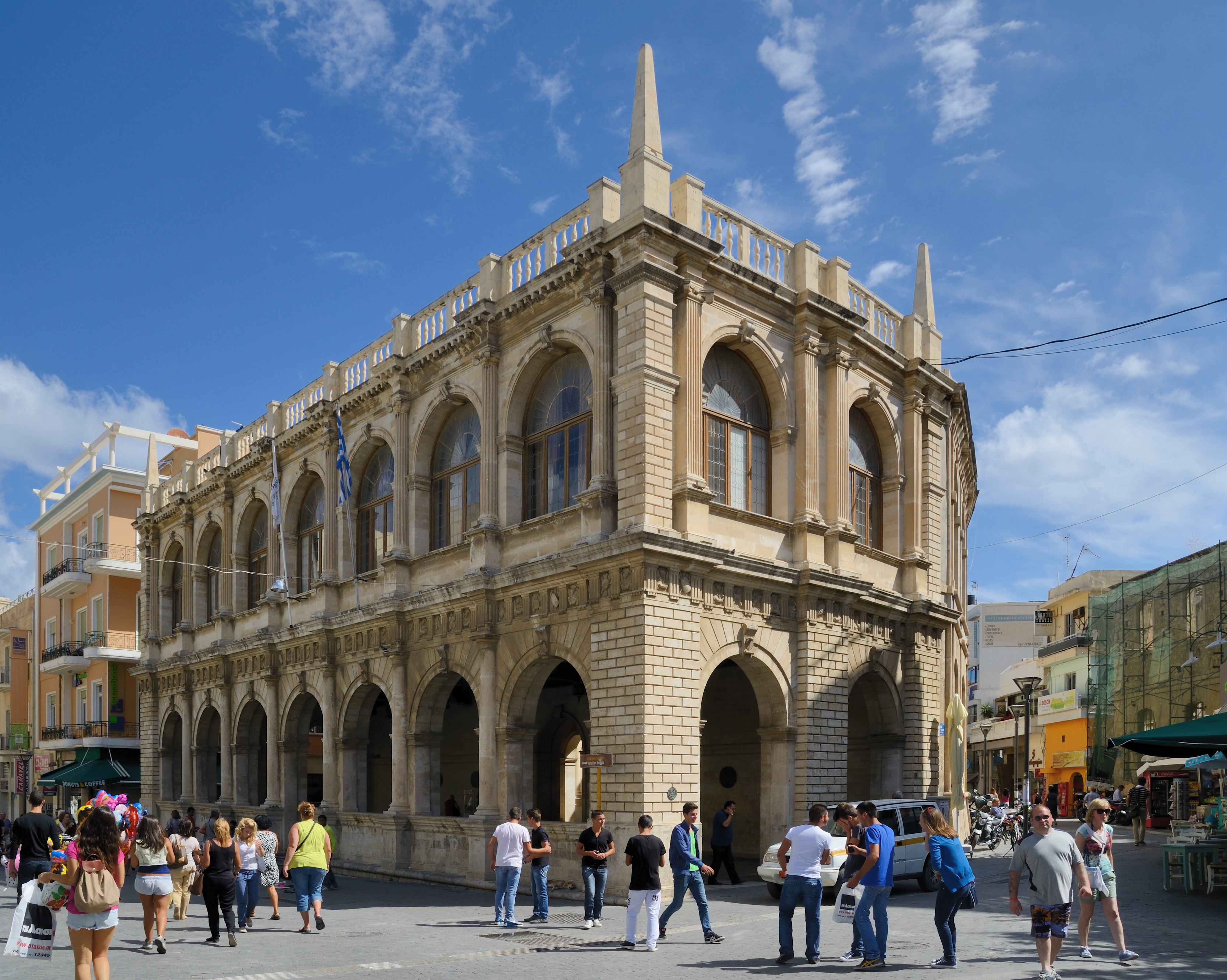
Loggia, stavba z benátské doby, dnes radnice
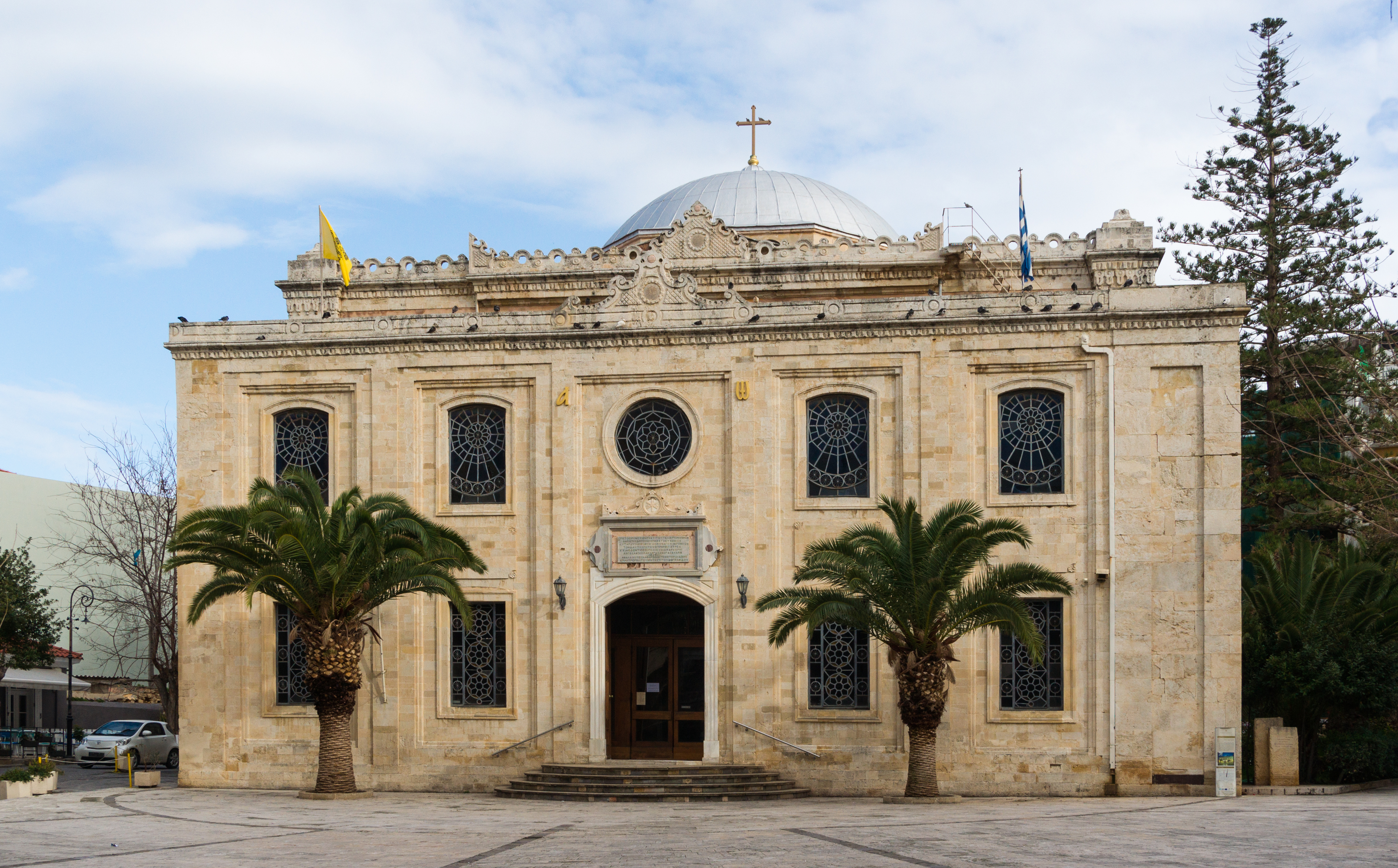
Kostel Ágios Títos
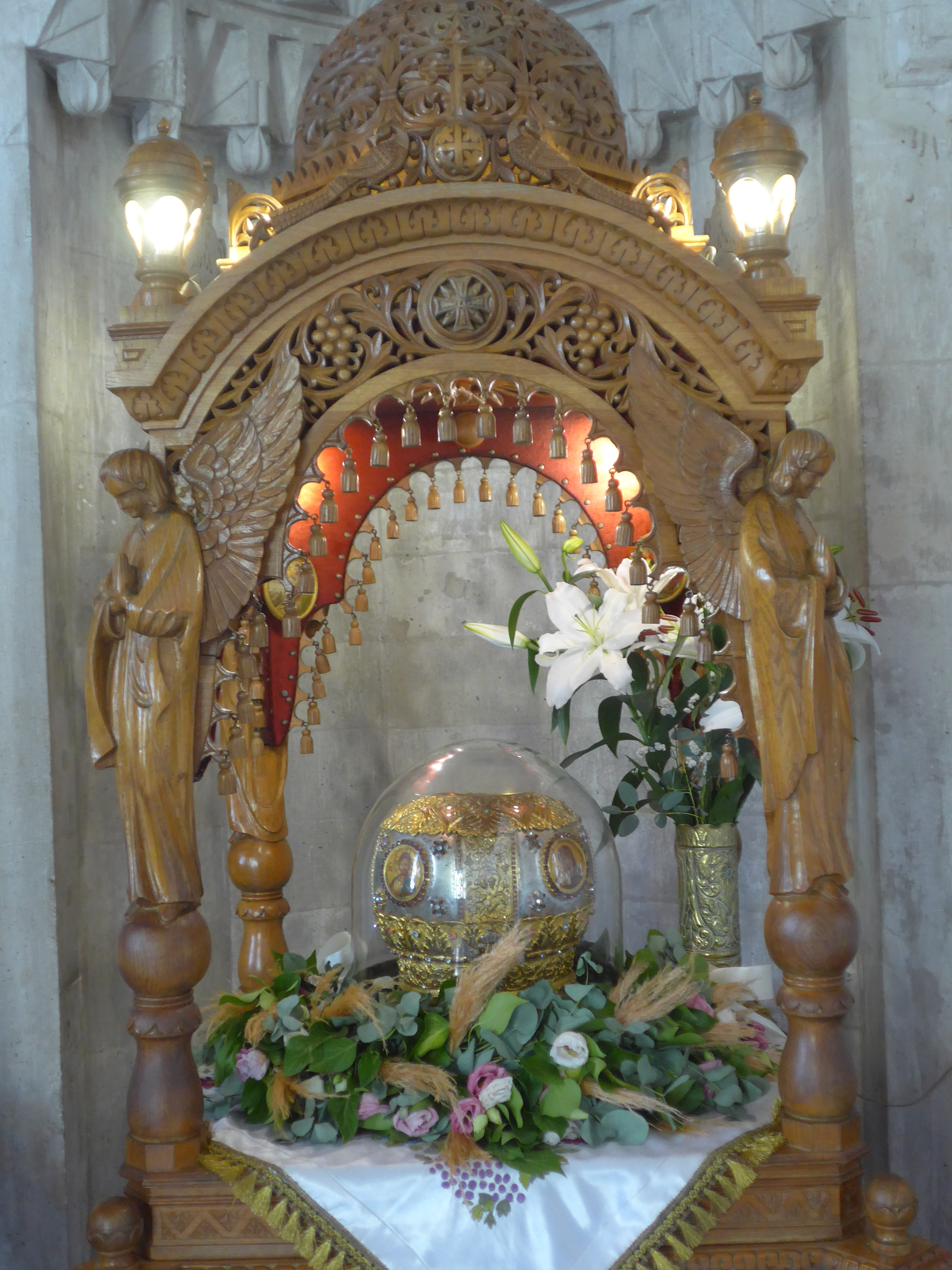
Kostel Ágios Títos – relikviář sv. Tita
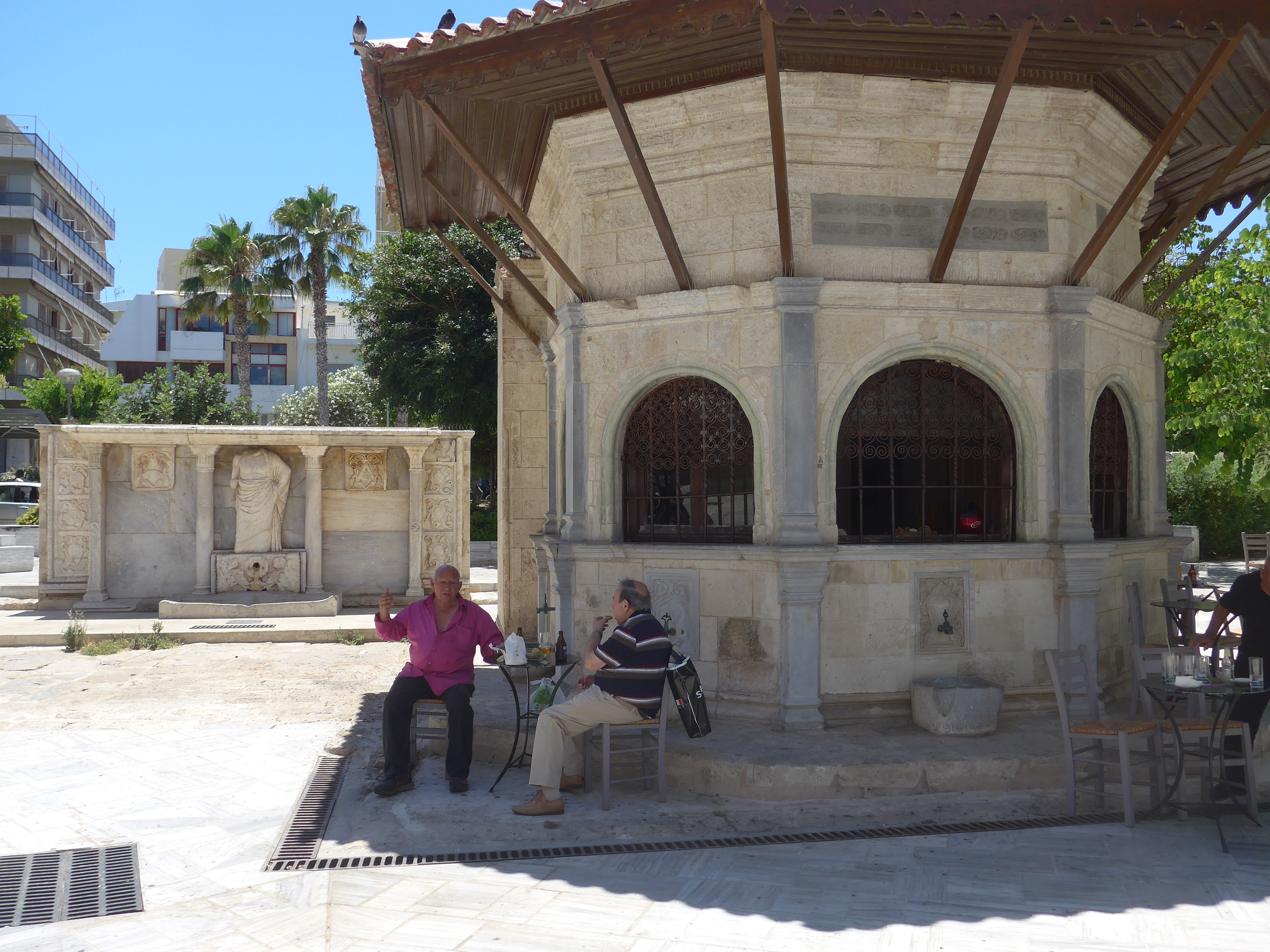
Bembova kašna s tureckým pavilonkem
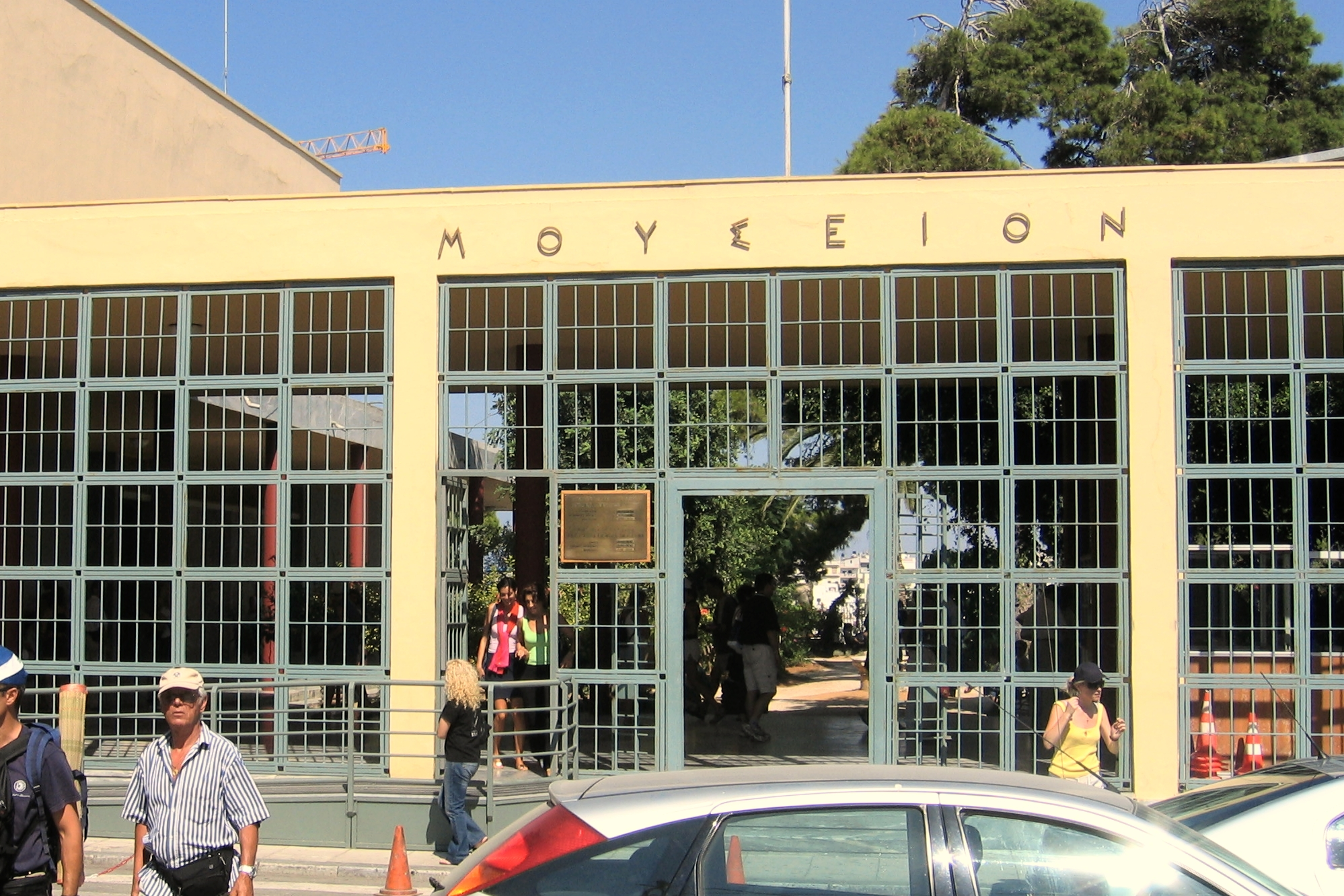
Archeologické muzeum
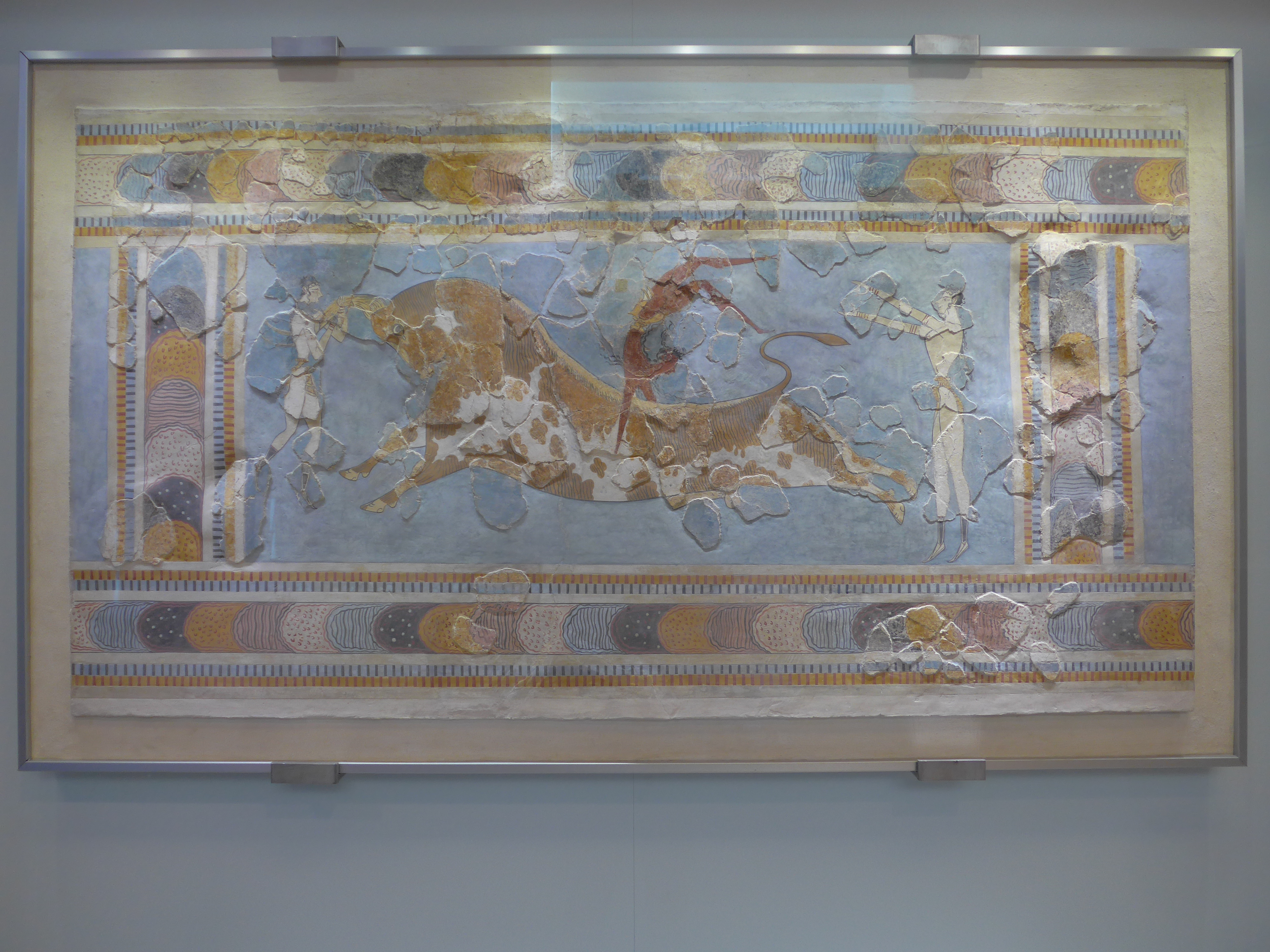
Archeologické muzeum – rekonstrukce mínojské fresky
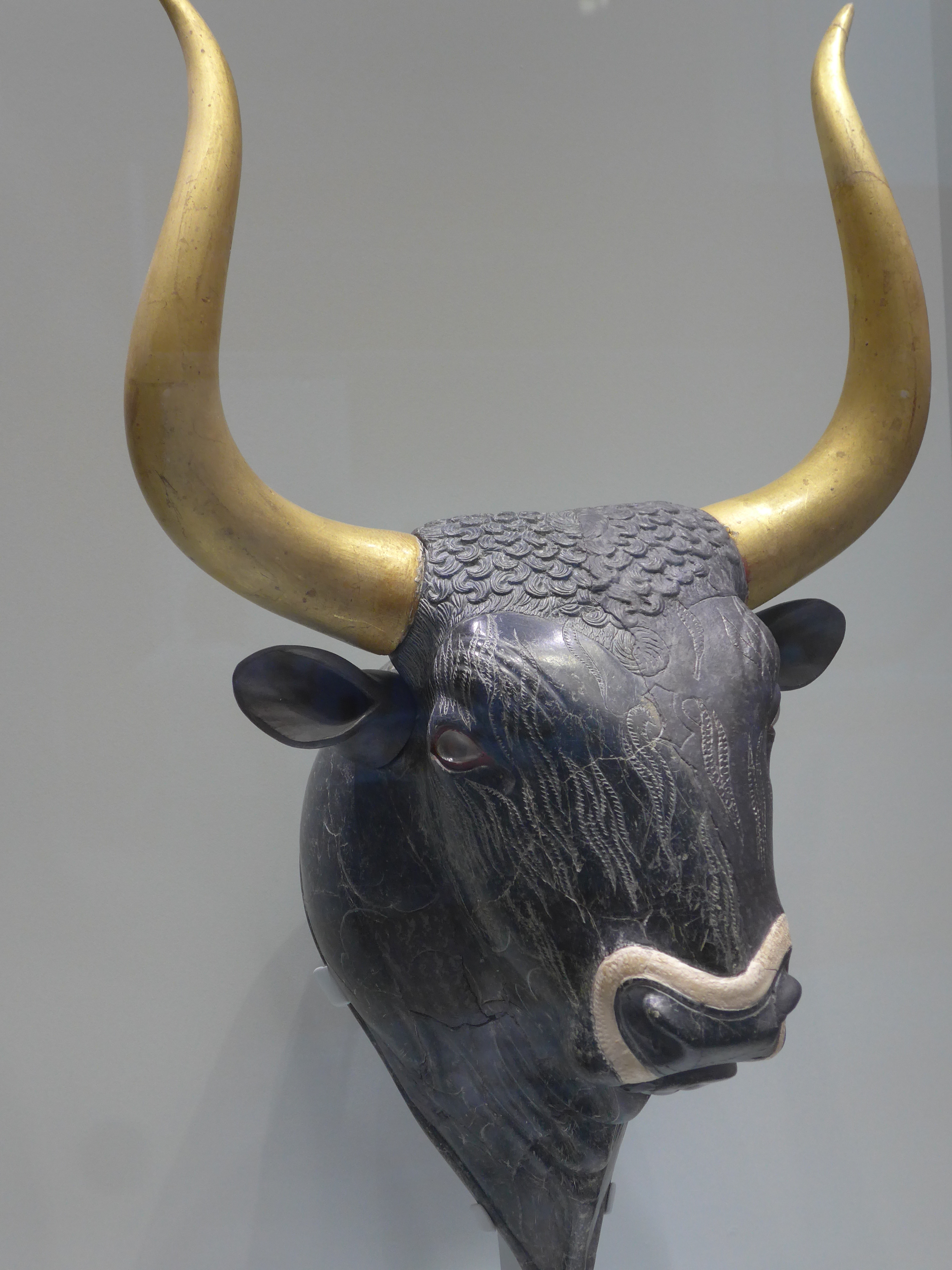
Archeologické muzeum – hlava býka z mínojské doby
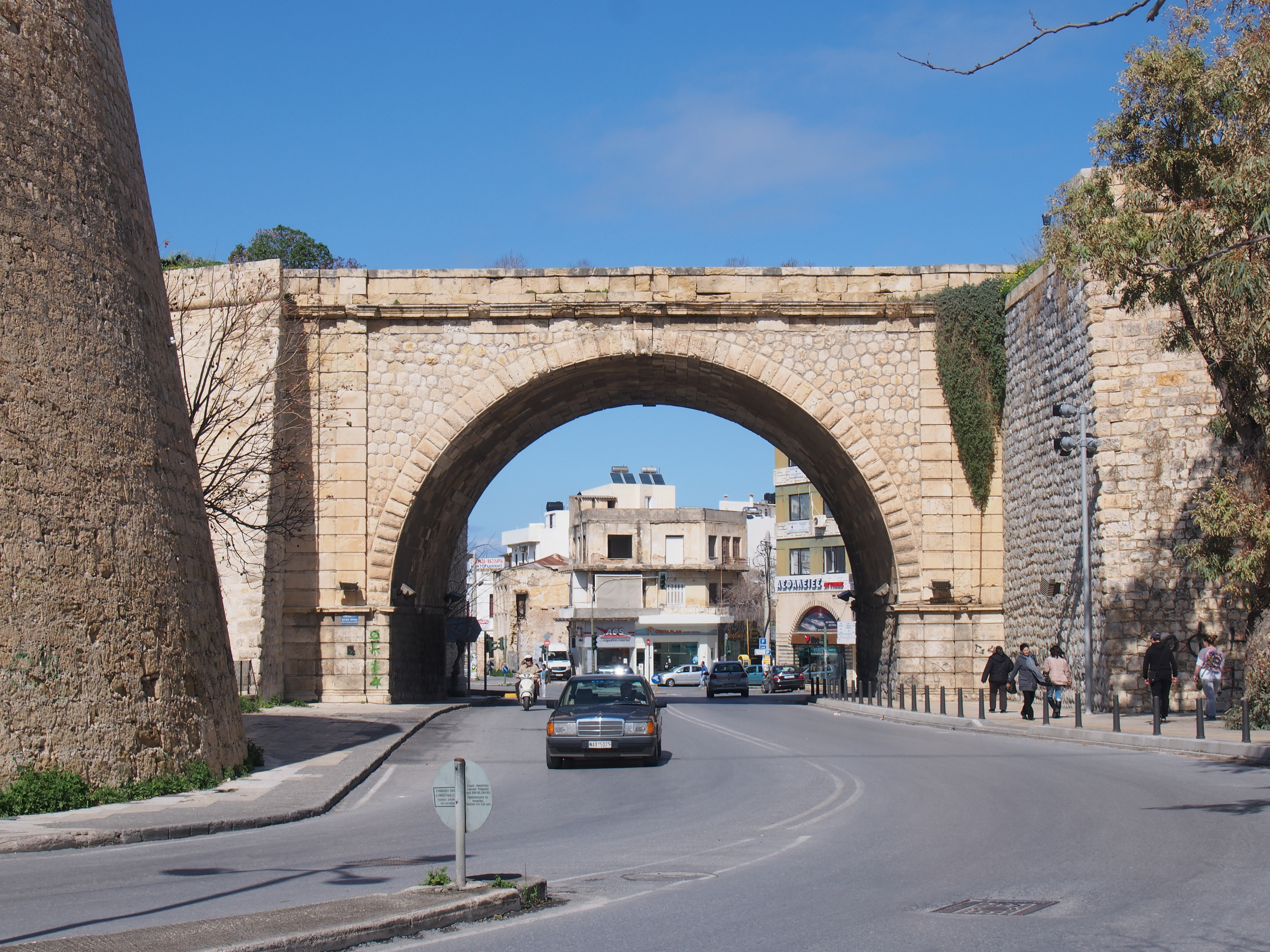
Oblouk v benátském opevnění zřízený pro potřeby dopravy
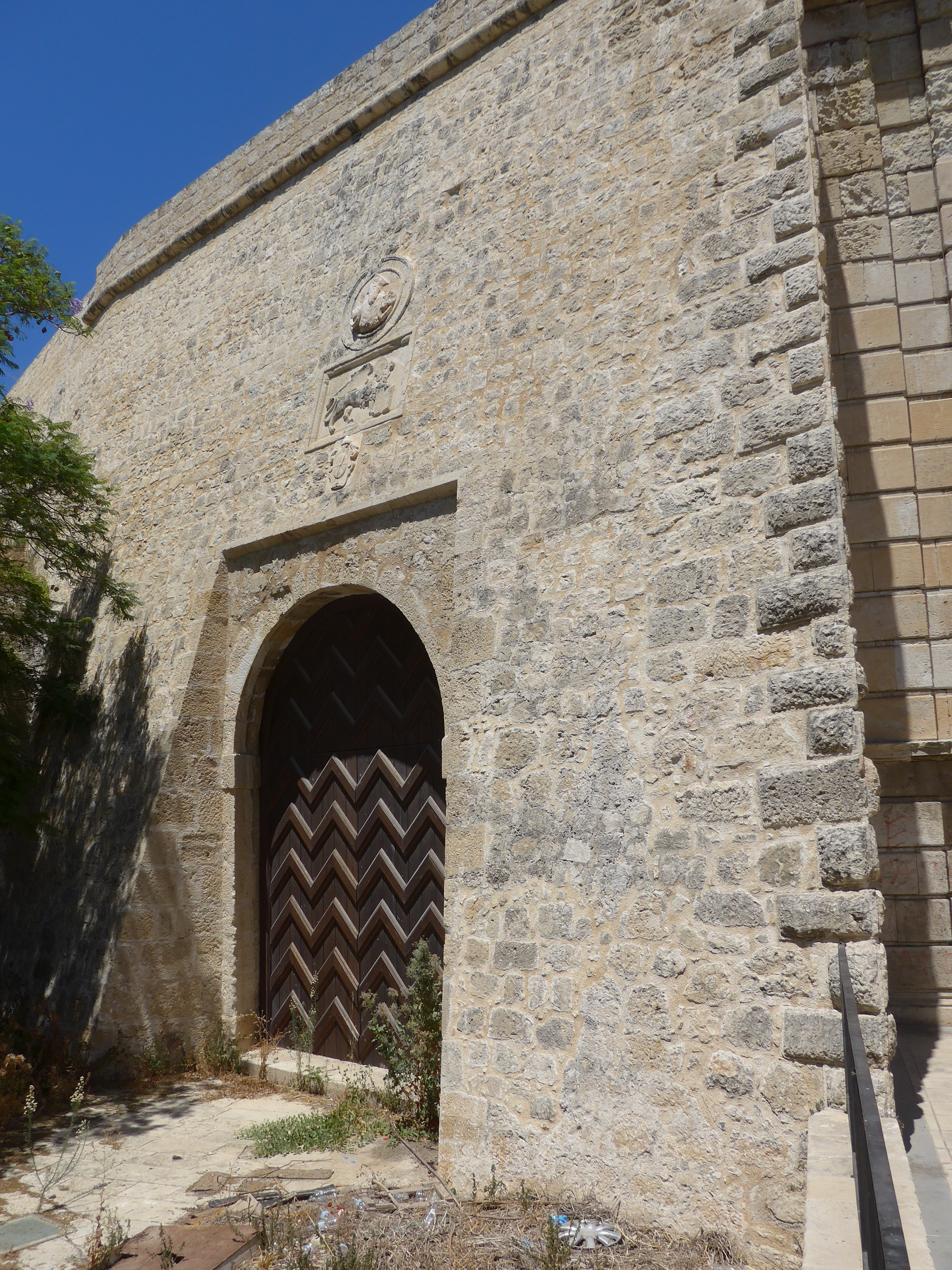
Branka ve vnějším opevnění
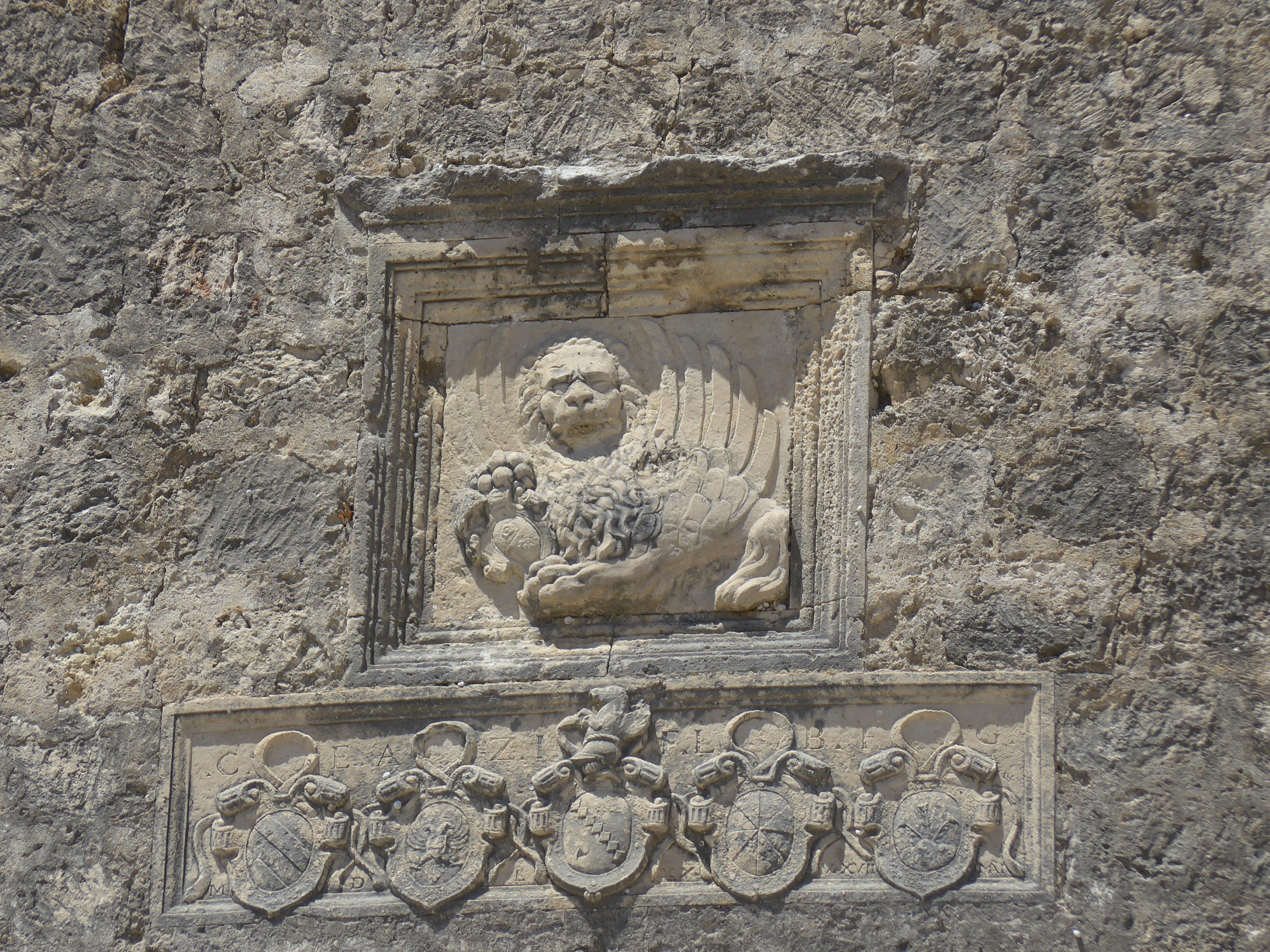
Benátský reliéf nad vstupní brankou v opevnění
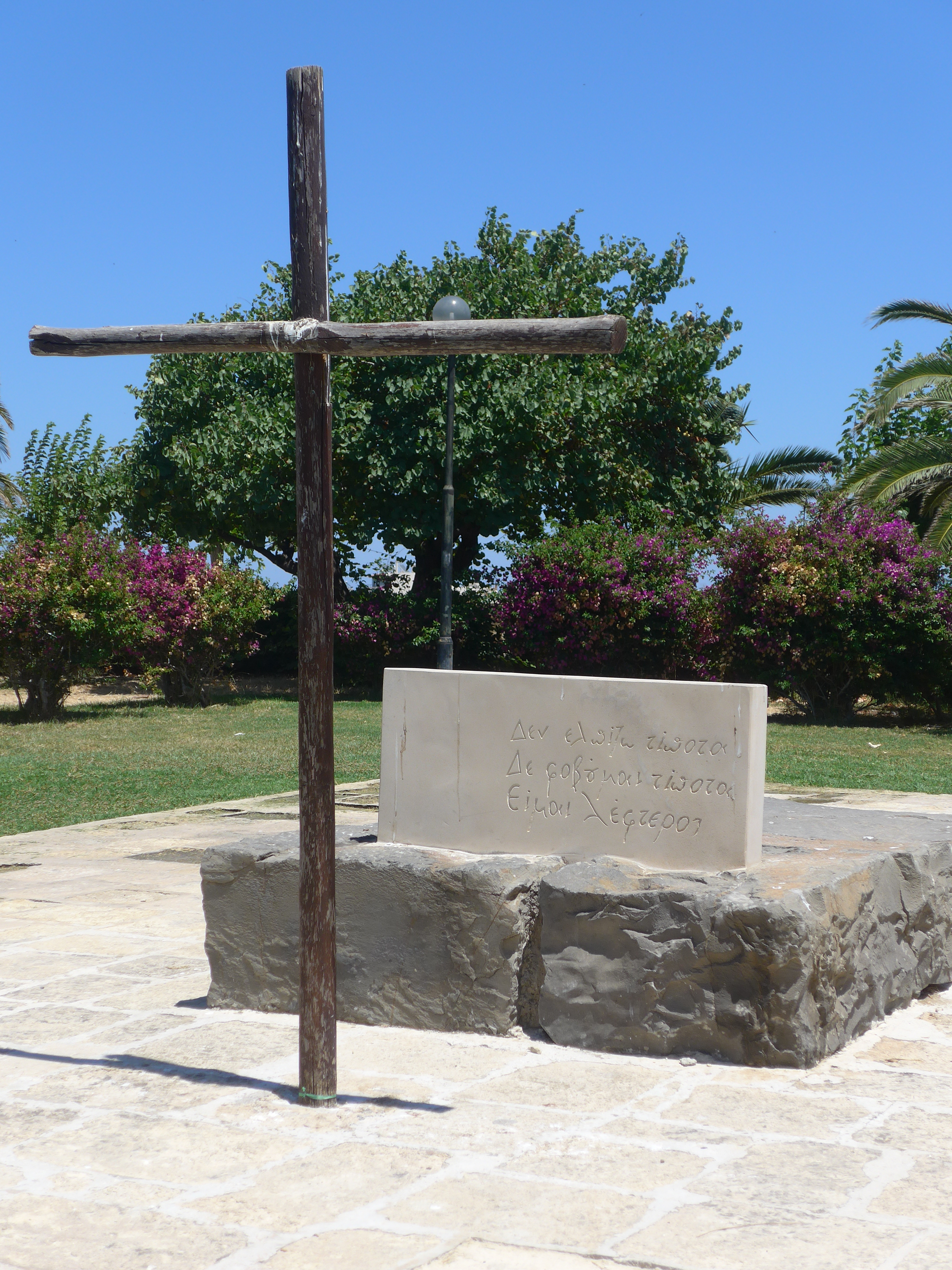
Hrob Nikose Kazantzákise na baště Martinéngo
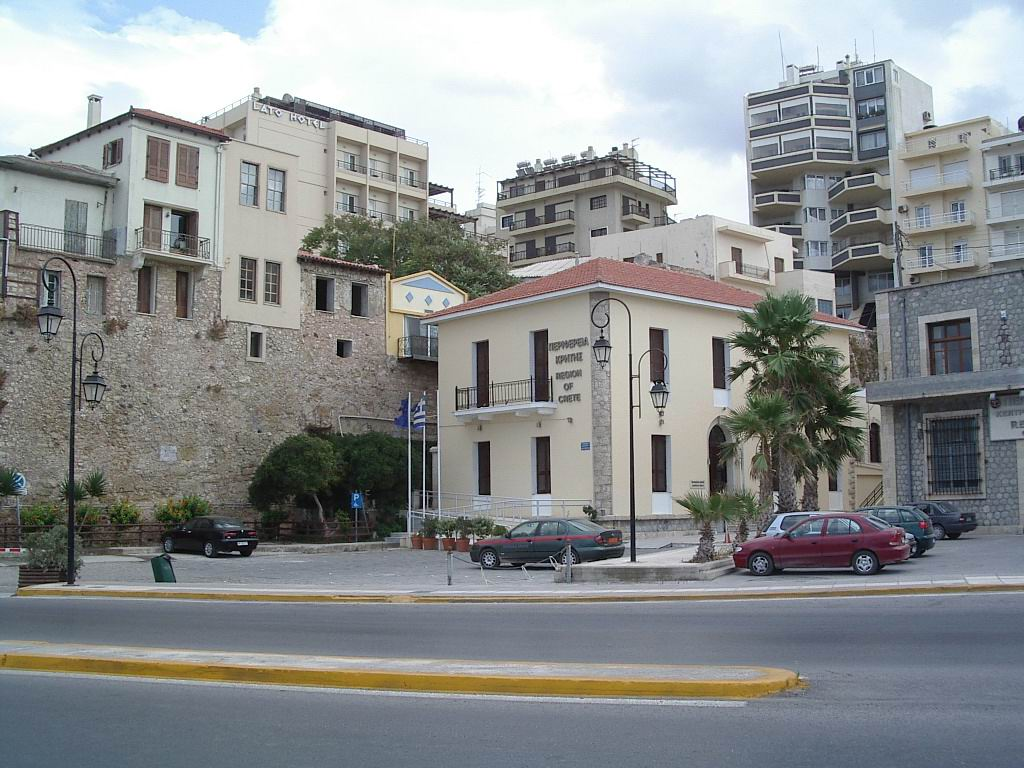
Zákoutí moderního Heráklionu – sídlo regionální vlády